# Moria Montes
I Moria Montes sono una formazione geologica sulla superficie di Titano.
Prendono il nome dalle tre Montagne di Moria, vette dell'universo immaginario di Arda, creato dallo scrittore J. R. R. Tolkien.